# Blackpool Combat Club
Palmarès
Voir ici
Death Riders (anciennement Blackpool Combat Club ou BCC) est un clan de catcheurs Heel composé de Jon Moxley (leader), Wheeler Yuta, Claudio Castagnoli, PAC (associé) et Marina Shafir. Le quintet travaille actuellement à la All Elite Wrestling, la New Japan Pro-Wrestling et la Ring of Honor.

## Histoire

### All Elite Wrestling (2022-...)

#### Formation du clan, arrivées de Wheeler Yuta, Claudio Castagnoli et départ de William Regal (2022)
Le 6 mars 2022 à Revolution, Jon Moxley bat Bryan Danielson. Après le combat, les deux hommes se bagarrent, mais William Regal intervient pour les séparer, les poussent à faire la paix et ils se serrent la main. Le 9 mars à Dynamite, ils forment officiellement une équipe, avec Regal comme manager, et ensemble, ils battent The Workhorsemen. 
Le 6 avril à Rampage, Jon Moxley bat Wheeler Yuta. Après le combat, son adversaire est recruté dans le clan. Le 11 mai à Dynamite, Bryan Danielson et Jon Moxley effectuent définitivement un Face Turn en provoquant une bagarre avec la Jericho Appreciation Society, accompagnés de Wheeler Yuta. Le 29 mai à Double or Nothing, les deux catcheurs, Eddie Kingston, Ortiz et Santana perdent face à la Jericho Appreciation Society (Chris Jericho, Jake Hager, Jeff Parker, Matt Lee et Daniel Garcia) dans un Anarchy in the Arena match. Le 26 juin à Forbidden Door, Claudio Castagnoli fait ses débuts pour remplacer Bryan Danielson blessé, dispute son premier match et bat Zack Sabre Jr. Plus tard dans la soirée, Jon Moxley devient champion du monde de la AEW par intérim en battant Hiroshi Tanahashi. Le lendemain, le Suisse signe officiellement avec la compagnie.
Le 23 juillet à Death Before Dishonor, Claudio Castagnoli fait son retour à la Ring of Honor, devient le nouveau champion du monde de la ROH en battant Jonathan Gresham, remporte le titre pour la première fois de sa carrière et son second titre personnel. Le 27 juillet à Fight for the Fallen, Bryan Danielson fait son retour de blessure, mais perd face à Daniel Garcia. Le 24 août à Dynamite, Jon Moxley redevient définitivement champion du monde de la AEW, pour la seconde fois, en battant CM Punk. Le 4 septembre à All Out, Bryan Danielson perd face à Chris Jericho. Plus tard dans la soirée, Jon Moxley ne conserve pas sa ceinture, battu par son même adversaire dans un match revanche, ce qui met fin à un règne de 69 jours. Trois soirs plus tard à Dynamite, Wheeler Yuta ne conserve pas son titre Pure de la ROH, battu par Daniel Garcia, ce qui met fin à un règne de 158 jours. Après le combat, son adversaire lui serre la main et celle de son modèle, Bryan Danielson, qui lui attache la ceinture autour des hanches. Le 21 septembre à Dynamite: Grand Slam, Claudio Castagnoli ne conserve pas sa ceinture, battu par Chris Jericho de manière controversée, ce qui met fin à un règne de 59 jours. Plus tard dans la soirée, Jon Moxley redevient champion du monde de la AEW, pour la troisième fois, en battant Bryan Danielson en finale du tournoi. 
Le 19 novembre à Full Gear, Jon Moxley ne conserve pas sa ceinture, battu par MJF à la suite de la trahison de son mentor William Regal qui prête son poing américain à son adversaire, ce qui met fin à un règne de 59 jours. Le 10 décembre à Final Battle, Wheeler Yuta redevient champion Pure de la ROH, pour la seconde fois, en prenant sa revanche sur Daniel Garcia. À la fin de la soirée, Claudio Castagnoli redevient champion du monde de la ROH, pour la seconde fois, en prenant sa revanche sur Chris Jericho.

#### Diverses rivalités et capture des titres International et mondial (2023-2024)
Le 5 mars 2023 à Revolution, Jon Moxley perd face à "Hangman" Adam Page par soumission dans un Texas Death match. Plus tard dans la soirée, Bryan Danielson ne remporte pas le titre mondial de la AEW, battu par MJF dans un 60-Minute Iron Man match (3-4). 3 soirs plus tard à Dynamite, Claudio Castagnoli et Jon Moxley battent Alex Reynolds et John Silver par soumission. Après le combat, les deux catcheurs et Wheeler Yuta effectuent un Heel Turn en attaquant leurs deux adversaires et Evil Uno, avant l'arrivée d'"Hangman" Adam Page qui se fait, lui aussi, tabasser. Le 29 mars à Dynamite, après la victoire de Kenny Omega sur Hijo Del Vikingo et l'encerclement du clan sur le premier, Bryan Danielson aide le catcheuir canado-japonais à se relever, mais effectue un Heel Turn, porte un Busaiku Knee et un Lebell Lock sur ce dernier. 2 soirs plus tard à Supercard of Honor, Wheeler Yuta ne conserve pas sa ceinture, battu par Katsuyori Shibata dans un Pure Wrestling Rules match. 
Le 28 mai à Double or Nothing, le quartet du clan bat l'Elite dans un Anarchy in the Arena match, aidé par le Heel Turn de Kōnosuke Takeshita qui a attaqué Kenny Omega avec un Shinning Wizard. Le 25 juin à Forbidden Door, le trio du clan (Jon Moxley, Claudio Castagnoli et Wheeler Yuta), Konosuke Takeshita et Shota Umino perdent le match revanche face à l'Elite ("Hangman" Adam Page, les Young Bucks), Eddie Kingston et Tomohiro Ishii dans un 10-Man Tag Team match. À la fin de la soirée, Bryan Danielson bat Kazuchika Okada par soumission. 3 jours plus tard, il souffre d'une fracture de l'avant-bras et doit s'absenter pendant 2 mois.
Le 21 juillet à Death Before Dishonor, Claudio Castagnoli conserve son titre en battant PAC. Le 27 août à All In, Ortiz, Santana, et le trio du clan perdent face aux Best Friends (Chuck Taylor, Trent Beretta, Orange Cassidy), Penta El Zero Miedo et Eddie Kingston dans un Stadium Stampede match. Le 2 septembre à Collision, Bryan Danielson fait son retour de blessure après 2 mois d'absence, en tant que Face, et signe le contrat du Strap match proposé par Ricky Starks à All Out. Le lendemain à All Out, Bryan Danielson bat Ricky Starks dans un Strap match. Ensuite, Claudio Castagnoli et Wheeler Yuta battent Eddie Kingston et Katsuyori Shibata. Un peu plus tard, Jon Moxley devient le nouveau champion International en battant Orange Cassidy et remporte le titre pour la première fois de sa carrière. Le 20 septembre à Dynamite: Grand Slam, Jon Moxley ne conserve pas sa ceinture, battu par Rey Fénix. Un peu plus tard, Claudio Castagnoli ne remporte pas le titre Openweight NJPW Strong et ne conserve pas sa ceinture, battu par Eddie Kingston dans un Winner Takes All match.
Le 1er octobre lors du pré-show à WrestleDream Claudio Castagnoli et Jon Moxley effectuent un Face Turn et le catcheur suisse bat Josh Barnett. Vers la fin de la soirée, Bryan Danielson bat Zack Sabre Jr. Wheeler Yuta, de son côté, effectue aussi un Face Turn, mais perd face à Ricky Starks. Le 3 novembre, Bryan Danielson souffre d'une fracture de l'os orbital et va devoir s'absenter pour une durée indéterminée. Le 18 novembre lors du pré-show à Full Gear, Claudio Castagnoli bat Buddy Matthews. Un peu plus tard, Jon Moxley ne remporte pas le titre International, battu par Orange Cassidy. 7 soirs plus tard à Rampage, Wheeler Yuta redevient champion Pure de la ROH, pour la troisième fois, en prenant sa revanche sur le Japonais dans la même stipulation. Le 30 décembre lors du pré-show à Worlds End, Wheeler Yuta ne remporte pas le titre FTW, battu par HOOK dans un FTW Rules match. Dans le premier combat du show, Bryan Danielson, Claudio Castagnoli, Daniel Garcia et Mark Briscoe battent Brody King, Jay White, Jay Lethal et Rush dans un 8-Man Tag Team match. À la fin de la soirée, Jon Moxley ne remporte pas les titres Continental, mondial de la ROH et Strong Openweight, battu par Eddie Kingston en finale du tournoi AEW Continental Classic. Après le combat, il félicite son adversaire.  
Le 3 mars 2024 à Revolution, Bryan Danielson ne remporte pas les trois ceintures, battu lui aussi par Eddie Kingston. Après le combat, il serre la main de son adversaire. Un peu plus tard, Jon Moxley et Claudio Castagnoli battent FTR (Cash Wheeler et Dax Harwood). 
Le 21 avril à Dynasty, Bryan Danielson perd face à Will Ospreay. Le 26 mai à Double or Nothing, Jon Moxley bat Kōnosuke Takeshita. À la fin de la soirée, l'équipe AEW, dont Bryan Danielson fait partie, perd face à l'Elite dans un Anarchy in the Arena match. Le 30 juin à Forbidden Door, Bryan Danielson bat Shingo Takagi par soumission au premier tour du tournoi Men's Owen Hart Foundation Cup. À la fin de la soirée, Jon Moxley ne conserve pas son titre mondial poids-lourds IWGP, battu par Tetsuya Naitō dans un match revanche.

#### Arrivées de PAC et Marina Shafir, départ de Bryan Danielson, renouveau du clan, capture des titres mondiaux Trios et du titre mondial (2024-...)
10 soirs plus tard à Dynamite, Bryan Danielson remporte le tournoi Owen Hart masculin en battant "Hangman" Adam Page en finale et devient aspirant no 1 au titre mondial à All In. Le 25 août à All In, Claudio Castagnoli, Wheeler Yuta et PAC deviennent les nouveaux champions du monde Trios en battant The Patriarchy (Christian Cage, Killswitch et "The Prodigy" Nick Wayne), la House of Black (Malakai Black, Brody King et Buddy Matthews) et le Bang Bang Gang (Juice Robinson et The Gunns) dans un 4-Way London Ladder match. Les deux premiers catcheurs remportent les titres pour la première fois et le catcheur britannique les remporte pour la seconde fois. À la fin de la soirée, Bryan Danielson devient le nouveau champion du monde en battant Swerve Strickland dans un Title vs. Career match et remporte le titre pour la première fois de sa carrière. 3 soirs plus tard à Dynamite, Jon Moxley fait son retour après 2 mois d'absence en compagnie de Marina Shafir, adopte une nouvelle gimmick de son personnage, souhaite parler à Darby Allin et annonce à Tony Schiavone que ce n'est plus sa compagnie. 9 soirs plus tard à All Out, Claudio Castagnoli et Wheeler Yuta ne remportent pas les titres mondiaux par équipes, battus par les Young Bucks. À la fin de la soirée, Bryan Danielson conserve son titre en battant Jack Perry. Après le combat, il est exclu du clan, car Jon Moxley et le catcheur suisse effectuent un Heel Turn, puisqu'ils se retournent contre leur désormais ex-partenaire.
Le 12 octobre à WrestleDream, Jon Moxley redevient champion du monde, pour la quatrième fois, en battant Bryan Danielson. Après le match, Darby Allin et Wheeler Yuta volent au secours du American Dragon, mais le second catcheur effectue aussi un Heel Turn, car porte un Busaiku Knee sur l'ancien double champion TNT et étouffe son ancien mentor avec un sac en plastique. Le 23 novembre à Full Gear, Jon Moxley conserve son titre en prenant sa revanche sur Orange Cassidy. Le 28 décembre à Worlds End, il conserve son titre en rebattant son même adversaire et en battant Jay White et "Hangman" Adam Page dans un 4-Way match.
Le 9 mars 2025 à Revolution, il conserve son titre en battant Cope et Christian Cage dans un 3-Way match, car son dernier adversaire encaisse son contrat gagné lors du Men's Casino Gauntlet match à All In l'année passée.
Le 6 avril à Dynasty, Claudio Castagnoli, PAC et Wheeler Yuta conservent leurs titres en battant Rated FTR (Cope et FTR) dans un Trios match. À la fin de la soirée, Jon Moxley conserve son titre en battant Swerve Strickland. 3 soirs plus tard à Dynamite, PAC souffre d'une blessure au pied droit et doit s'absenter pour une durée indéterminée. La semaine suivante à Dynamite, Jon Moxley, qui remplace PAC blessé, Claudio Castagnoli et Wheeler Yuta ne conservent pas leurs ceintures, battus par The Opps (Samoa Joe, Katsuyori Shibata et Powerhouse Hobbs) par soumission dans un Trios match. Le 25 mai à Double or Nothing, les Young Bucks et le quartet mixte du clan perdent face à Kenny Omega, Swerve Strickland, Willow Nightingale et The Opps dans un Anarchy in the Arena match.
Le 12 juillet à All In, Claudio Castagnoli, Wheeler Yuta et Gabe Kidd ne remportent pas les ceintures, rebattus par The Opps dans un Trios match. À la fin de la soirée, Jon Moxley ne conserve pas sa ceinture, battu par "Hangman" Adam Page par soumission dans un Texas Death match.

## Membres du clan
| *  | Membre(s) fondateur(s) |
| L  | Leader(s)              |
| AL | Ancien(s) Leader(s)    |

| Identité           | Identité | Arrivée          | Départ           | Notes |
| ------------------ | -------- | ---------------- | ---------------- | --- |
| William Regal      | * AL     | 6 mars 2022      | 29 novembre 2022 | |
| Jon Moxley         | * L      | 6 mars 2022      |                  | 4 fois champion du monde de la AEW (actuel) 1 fois champion International de la AEW 1 fois champion du monde poids-lourds de la IWGP |
| Bryan Danielson    | *        | 6 mars 2022      | 7 septembre 2024 | 1 fois champion du monde de la AEW                                                                                                   |
| Wheeler Yuta       |          | 8 avril 2022     |                  | 3 fois champion Pure de la ROH 1 fois champion du monde Trios de la AEW (actuel)                                                     |
| Claudio Castagnoli |          | 26 juin 2022     |                  | 2 fois champion du monde de la ROH 1 fois champion du monde Trios de la AEW (actuel)                                                 |
| PAC                |          | 7 septembre 2024 |                  | 1 fois champion du monde Trios de la AEW (actuel)                                                                                    |
| Marina Shafir      |          | 28 août 2024     |                  | |

## Palmarès
- All Elite Wrestling
  - 4 fois champion du monde de la AEW - Jon Moxley (3+1 fois champion par Intérim, actuel) et Bryan Danielson (1 fois)
  - 1 fois champion international de la AEW - Jon Moxley
  - 1 fois champions du monde Trios de la AEW - Wheeler Yuta, Claudio Castagnoli et PAC
  - 1 fois vainqueur de la Owen Hart Cup - Bryan Danielson
- New Japan Pro Wrestling
  - 1 fois champion du monde poids-lourds IWGP - Jon Moxley
- Ring of Honor
  - 2 fois champion du monde de la ROH : Claudio Castagnoli
  - 3 fois champion Pure de la ROH : Wheeler Yuta (plus grand nombre de règnes)